# 約哈斯 (以色列)

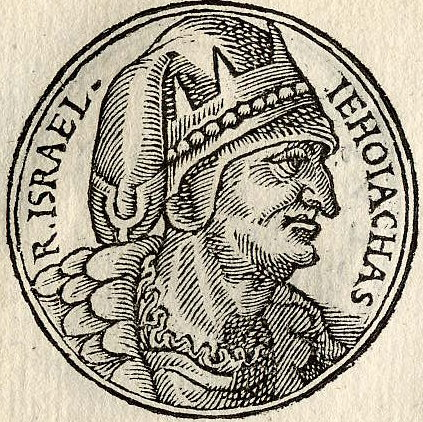
約哈斯

約哈斯（希伯來語：‎，？—前798年）天主教譯為約阿哈次，是古代中東國家北以色列王國的第十一任君主。他的父親是耶戶（《列王紀下》第13章第1节参）。

## 登年早期
約哈斯在位的年期，目前歷史上有兩種講法：
1. 費毅榮（英语：Edwin R. Thiele）認為是從前819年到前804年；
2. 威廉·奧爾布賴特（英语：William F. Albright）認為是從前815年到前801年。

## 聖經相關章節
- 《列王紀下》第13章1節-9節